# Plažane
Plažane (em cirílico: Плажане) é uma vila da Sérvia localizada no município de Despotovac, pertencente ao distrito de Pomoravlje, na região de Resava. A sua população era de 1369 habitantes segundo o censo de 2011.

## Demografia
| 1948 | 1953 | 1961 | 1971 | 1981 | 1991 | 2002 | 2011 |
| ---- | ---- | ---- | ---- | ---- | ---- | ---- | ---- |
| 2124 | 2419 | 2343 | 2228 | 2148 | 2146 | 1541 | 1369 |